# Johann Nikolaus Tischer
Johann Nikolaus Tischer (* 1707 in Böhlen; † 3. Mai 1774 in Schmalkalden) war ein deutscher Organist und Komponist.

## Leben
Ersten Unterricht erhielt Tischer vom Organisten der Dorfkirche, Johann Balthasar Rauche. 1722 wurde er von Förderern als Schreiber nach Halberstadt vermittelt, wo er auch musikalische Ausbildung beim Domorganisten Graf erhielt. In Arnstadt und Rudolstadt setzte er seine Ausbildung in Komposition und Violine unter anderem beim Kapellmeister Schweitzelberg und bei Johann Graf fort. 1728 trat er als Oboist in das Garderegiment des Herzogs August Wilhelm von Braunschweig ein. Nach dessen Tode im Jahre 1731 wurde er Hof- und Stadtorganist in Schmalkalden, was er bis zu seinem Lebensende blieb. Seit 1765 kränkelte Tischer und wurde immer öfter von seinem Schüler Johann Gottfried Vierling vertreten, der 1768 den Posten erhielt und nach Tischers Tod 1774 sein Nachfolger wurde.
Tischer komponierte Konzerte für verschiedene Instrumente, zwei Violinsonaten, Sinfonien, Ouvertüren und Kirchenmusik. Für das Cembalo schrieb er Suiten, Divertissements, Partiten und Konzerte.
Zeitlebens war Tischer als Komponist beliebt, was besonders den pädagogischen Wert seiner Klavierwerke betraf. Die spätere Forschung beurteilte diese Werke hingegen als „inhaltslos, trivial, sehr locker in der Form und äußerst homophon“.

## Werke

### Gedruckte Werke
- Musicalische Zwillinge in zwey Concerten eines Thons Nahmens D dur und D moll vor das Clavier oder Harmonischer Freude auf klingender Saite zweyte Frucht welche nach dem besten und reinesten Gousto heutiger Art in singenden Säzen hervorgebracht und denen Liebhabern zur Gemüths Belustigung mitgetheilet (Nürnberg, 1754)
- Sechs leichte und dabey angenehme Clavier-Partien. Jungen Anfängern zur Ubung aufgesetzet (Nürnberg)
  - Erster Theil
  - Zweyter Theil
  - Dritter Theil
  - Fünffter Theil

### Handschriften
- 4 Suiten: Harmonisches Ergötzen. Der Aus Musicalischen Penseen Bestehende Vier Jahr=Zeiten Nebst einem angenehmen Changement Melodischer Piecen
  - Der liebliche Frühling
  - Der lustige Sommer
  - Der angenehme Herbst
  - Der rauhe Winter
- Presto in A: Nr. 43 im Notenbuch für Nannerl von Leopold Mozart (1759–1764)
- Introduttione sive Partia in g